# Leucania stolida
Leucania stolida là một loài bướm đêm trong họ Noctuidae.